# Mouvement Action-Chômage de Montréal
 (septembre 2021).
Si vous disposez d'ouvrages ou d'articles de référence ou si vous connaissez des sites web de qualité traitant du thème abordé ici, merci de compléter l'article en donnant les références utiles à sa vérifiabilité et en les liant à la section « Notes et références ».
Le Mouvement Action-Chômage de Montréal est un groupe de défense des droits des chômeurs.
Il informe et défend les chômeurs et promeut la sauvegarde et l’amélioration du régime d’assurance chômage (aussi appelé assurance-emploi).

## Historique
Le Mouvement Action-Chômage de Montréal existe depuis 1970. Il est issu d’un regroupement populaire de citoyens des quartiers Saint-Henri et Ville-Émard de la ville de Montréal.
Le mouvement a été de toutes les batailles pour empêcher le gouvernement de réduire l’accessibilité à l’assurance-chômage, dont la Grande Marche pour l’emploi de 1984 et différentes luttes pour contrecarrer de nouveaux projets de loi dont celui de 1986-1987 visant à déduire les prestations des revenus de pension. 
Le mouvement a combattu entre 1989 et 1994 les projets de lois C-21, C-113 et C-17. Il a réussi à faire invalider les articles de loi discriminatoires pour les personnes de 65 ans et plus avec la cause Tétrault-Gadoury gagnée devant la Cour suprême du Canada. En 2000, il a été lutté contre le couplage d’informations entre les autorités de l'assurance-chômage et des douanes concernant les voyageurs-chômeurs. Il dénonce encore l’utilisation, à d’autres fins, des surplus à la caisse de l’assurance-chômage. Il a participé à la création du MASSE (Mouvement autonome et solidaire des sans-emploi), qui rassemble une quinzaine d’organismes québécois.
En 2012 et 2013, le mouvement a été très actif dans la lutte contre la réforme de l’assurance-chômage votée par le gouvernement Harper. Avec les groupes du MASSE, il a participé à l’organisation de nombreuses activités de mobilisation et d’éducation sur les conséquences néfastes de cette réforme.

## Structure
Le Mouvement Action-Chômage de Montréal est incorporé comme organisme sans but lucratif depuis janvier 1978. Il a obtenu, en 1982, la reconnaissance de Revenu Canada comme organisme charitable.
Le Mouvement Action-Chômage de Montréal compte 500 membres individuels en règle de même que 16 groupes membres.